# Arrondissement de Mulhouse
L'arrondissement de Mulhouse est une division administrative française, située dans la circonscription administrative du Haut-Rhin sur le territoire de la collectivité européenne d'Alsace.

## Histoire
Par suite d'une volonté de l'État de réorganiser la carte des arrondissements en voulant prendre en compte les limites des EPCI, l'arrondissement de Mulhouse a été redécoupé le 1er janvier 2015 en incluant des communes de l'arrondissement de Thann et de Guebwiller.

## Composition

### Découpage cantonal depuis 2015
- canton de Brunstatt
- canton de Kingersheim
- canton de Mulhouse-1
- canton de Mulhouse-2
- canton de Mulhouse-3
- canton de Rixheim
- canton de Saint-Louis
- canton de Wittenheim

### Découpage communal depuis 2015
Depuis 2015, le nombre de communes des arrondissements varie chaque année soit du fait du redécoupage cantonal de 2014 qui a conduit à l'ajustement de périmètres de certains arrondissements, soit à la suite de la création de communes nouvelles. Le nombre de communes de l'arrondissement de Mulhouse est ainsi de 80 en 2015, 79 en 2016 et 79 en 2017.
Au 1er janvier 2024, l'arrondissement groupe les 79 communes suivantes :
1. Attenschwiller
2. Baldersheim
3. Bantzenheim
4. Bartenheim
5. Battenheim
6. Berrwiller
7. Blotzheim
8. Bollwiller
9. Brinckheim
10. Bruebach
11. Brunstatt-Didenheim
12. Buschwiller
13. Chalampé
14. Dietwiller
15. Eschentzwiller
16. Feldkirch
17. Flaxlanden
18. Folgensbourg
19. Galfingue
20. Geispitzen
21. Habsheim
22. Hagenthal-le-Bas
23. Hagenthal-le-Haut
24. Hégenheim
25. Heimsbrunn
26. Helfrantzkirch
27. Hésingue
28. Hombourg
29. Huningue
30. Illzach
31. Kappelen
32. Kembs
33. Kingersheim
34. Knœringue
35. Kœtzingue
36. Landser
37. Leymen
38. Liebenswiller
39. Lutterbach
40. Magstatt-le-Bas
41. Magstatt-le-Haut
42. Michelbach-le-Bas
43. Michelbach-le-Haut
44. Morschwiller-le-Bas
45. Mulhouse
46. Neuwiller
47. Niffer
48. Ottmarsheim
49. Petit-Landau
50. Pfastatt
51. Pulversheim
52. Ranspach-le-Bas
53. Ranspach-le-Haut
54. Rantzwiller
55. Reiningue
56. Richwiller
57. Riedisheim
58. Rixheim
59. Rosenau
60. Ruelisheim
61. Saint-Louis
62. Sausheim
63. Schlierbach
64. Sierentz
65. Staffelfelden
66. Steinbrunn-le-Bas
67. Steinbrunn-le-Haut
68. Stetten
69. Uffheim
70. Ungersheim
71. Village-Neuf
72. Wahlbach
73. Waltenheim
74. Wentzwiller
75. Wittelsheim
76. Wittenheim
77. Zaessingue
78. Zillisheim
79. Zimmersheim

## Démographie
En 2022, l'arrondissement comptait 357 005 habitants.
| 1968    | 1975    | 1982    | 1990    | 1999    | 2006    | 2011    | 2016    | 2021    |
| ------- | ------- | ------- | ------- | ------- | ------- | ------- | ------- | ------- |
| 266 964 | 298 344 | 306 339 | 314 461 | 327 493 | 313 048 | 313 048 | 351 012 | 356 125 |

| 2022    | - | - | - | - | - | - | - | - |
| ------- | - | - | - | - | - | - | - | - |
| 357 005 | - | - | - | - | - | - | - | - |

## Liste des sous-préfets
| Période          | Période         | Identité              | Fonction précédente                                                             | Observation                                                          |
| ---------------- | --------------- | --------------------- | ------------------------------------------------------------------------------- | -------------------------------------------------------------------- |
|                  |                 |                       |                                                                                 |                                                                      |
| novembre 1857    |                 | Alfred de Jancigny    |                                                                                 |                                                                      |
|                  |                 |                       |                                                                                 |                                                                      |
| 28 novembre 1924 |                 | Émile Bouché-Leclercq |                                                                                 |                                                                      |
|                  |                 |                       |                                                                                 |                                                                      |
| 1950             |                 | Bernard Vaugon        |                                                                                 |                                                                      |
|                  |                 |                       |                                                                                 |                                                                      |
| 1983             | 1986            | Philippe de Mazières  |                                                                                 |                                                                      |
| 1986             | 1989            | Jacques Barthélemy    |                                                                                 | Commissaire adjoint de la République de l'arrondissement de Mulhouse |
|                  |                 |                       |                                                                                 |                                                                      |
| 15 janvier 2021  | 6 novembre 2024 | Alain Charrier        | Secrétaire général de la préfecture de la Corse-du-Sud                          | Nommé préfet du Territoire de Belfort                                |
| 2 décembre 2024  |                 | Julien Le Goff (d)    | Secrétaire général de la préfecture de Meurthe-et-Moselle, sous-préfet de Nancy |                                                                      |